# Antennuloniscus alfi
Antennuloniscus alfi är en kräftdjursart som beskrevs av Würzeberg och Wiebke Brökeland 2006. Antennuloniscus alfi ingår i släktet Antennuloniscus och familjen Haploniscidae. Inga underarter finns listade i Catalogue of Life.